# Asterio de Petra
Asterio de Petra fue un cristiano converso del arrianismo, que posteriormente fue obispo de Petra. En el Concilio de Sardica, ca. 347, Asterio fue el primero que definió el Arrianismo como herejía. Esta acusación le valió el exilio a Libia, bajo el mandato de Constancio II. 
En 362, el emperador Juliano le restauró en su cargo de obispo de Petra. Asterio asistió al Concilio de Alejandría, donde fue el encargado de escribir una carta a la Iglesia de Antioquía. En ella se recomendaba a los líderes de dicha iglesia una serie de procedimientos. San Atanasio hizo un elogio en varios de sus escritos. Murió en Petra en 365. 